# 해머스미스

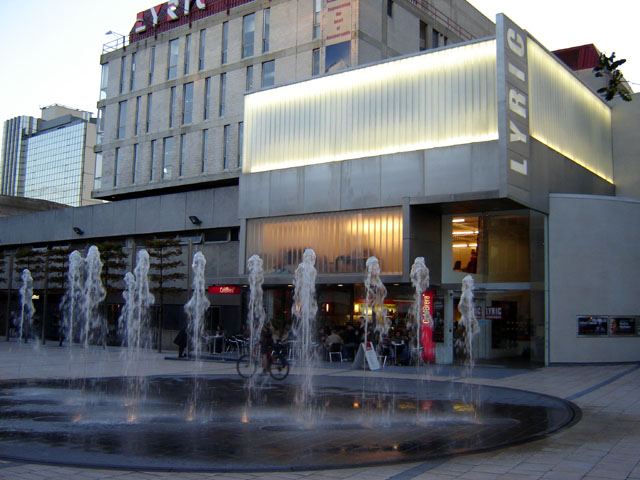
리릭 극장

해머스미스(Hammersmith)는 영국 잉글랜드 런던의 한 지역이다. 템스강 북부에 위치한 지역으로 차링크로스에서 서남쪽으로 4.3km 떨어진 위치에 있으며, 해머스미스 풀럼구의 행정 중심지이기도 하다. 또 런던 플랜에서는 그레이터런던의 35개 주요 지역 중 하나로 지정한 바 있다.
북쪽으로는 셰퍼즈부시, 동쪽으로는 켄징턴, 서쪽으로는 치즈윅, 남쪽으로는 풀럼과 마주하고 있다. 템즈 강 건너편에는 반즈 (Barnes) 지역이 자리해 있으며 해머스미스 교로 연결된다. 해머스미스는 런던의 주요 상업 근무단지로 꼽히며, 런던 내에서 폴란드인이 가장 많이 사는 지역이다. 또 런던 지하철 두 곳과 해머스미스 브로드웨이 버스터미널로 웨스트런던의 교통 중심지이기도 하다.

## 역사
해머스미스는 예로부터 미들섹스 지방에 속했다. 일찍이 해머스미스 교구를 이루고 있었으며, 오셀스톤 촌 (Osselstone)의 교외구역 중 하나였다. 1660년대 초에는 해머스미스에서 벽돌공장을 운영하던 니컬라스 크리스피 경 (Sir Nicholas Crispe)이 해머스미스 최초의 교구교회인 세인트폴스 교회를 세웠다. 이곳에는 크리스피 본인 흉상 뿐만 아니라 위베르 르 쉬외르가 제작한 찰스 1세 등신대 동상도 세워졌다. 1696년에는 새뮤얼 모랜드 경이 이곳에 안장되었다. 이후 이 건물은 1883년에 재건되었으나 내부에 있던 기념상과 등신대는 다른 새 교회로 옮겨졌다.
해머스미스를 상징하는 해머스미스 교는 윌리엄 티어니 클라크가 설계하여 1827년 완공되었다. 당시 템스강을 가로지르는 최초의 현수교로 유명했다. 이후 교량이 과부하에 이르면서 조셉 배절드게트가 다시 설계하였고 기존 교량 토대에 세우는 방향으로 다시 지어 1887년 재개통했다. 1984년에는 1년간 내부구조 버팀대를 세웠으며 1997년부터 2000년까지 대대적인 보강공사를 거쳤다.
1745년에는 스코틀랜드 출신의 제임스 리와 루이스 케네디가 6에이커에 달하는 부지를 조경지로 꾸며 빈여드 묘목장 (Vineyard Nursery)을 조성했다. 이후 105년간 후크시아와 장미나무를 비소한 여러 종의 식물들을 잉글랜드에 들여오는 데 큰 역할을 하였다. 그외에도 해머스미스에는 브룩그린에 오스람 램프공장과 유명 식품회사였던 J.리온스 공장이 있었던 것으로 유명했다. 세계대전 당시에는 워링 길로 (Waring & Gillow) 가구공장이 있었으며 지금은 항공기 제조공장으로 변모하였다.

## 지리

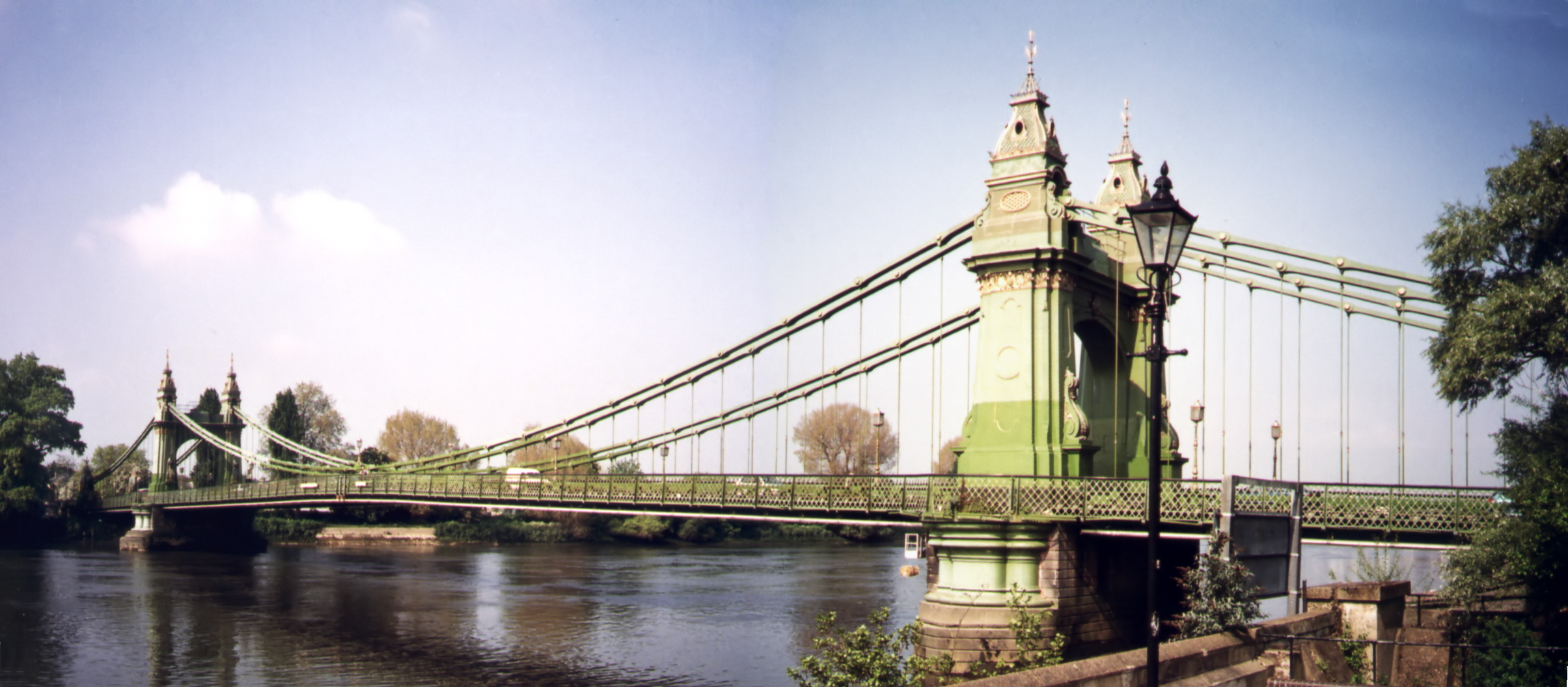
해머스미스 교

해머스미스는 센트럴런던으로 진입하는 주요 길목과 작은 거리, 템즈 강을 건너는 다리 등이 만나는 합류점이다. 해머스미스의 중심점이 되는 번화가는 이른바 '브로드웨이 센터' (Broadway Centre)라 부르는 상업지구로, 쇼핑센터, 버스 터미널, 지하철역과 업무단지 등이 몰려 있다.
해머스미스에는 센트럴런던에서 서쪽으로 이어지는 A4 간선도로가 통과하며 그대로 M4 고속도로와 히드로 공항으로 향한다. 통근도로로 많이 이용되는 도로이기도 하며, 해머스미스 고가도로를 타고 이 지역의 주요 도로 교차지점인 해머스미스 선회구간 (Hammersmith Gyratory System)을 통과한다. 템스 강 최초의 현수교인 해머스미스 교는 반스 지역과 런던 남서부를 이으며 그곳을 오고가는 차량들이 자주 이용한다.
해머스미스 중심부에는 런던 지하철역이 두 곳 있으며 모두 해머스미스란 이름을 달고 있다. 하나는 해머스미스 시티 선과 서클 선이 다니고 다른 하나는 피카딜리 선과 디스트릭트 선이 다닌다. 후자의 역이 브로드웨이 센터와 가깝다. 한편 서쪽으로 퀸 캐롤라인 스트리트와 킹 스트리트가 만나는 교차로부터 동쪽으로 해머스미스 로드와 버터윅이 만나는 교차로까지의 구간을 해머스미스 브로드웨이라 부른다. 이곳은 이른바 해머스미스 로터리 (Hammersmith Roundabout)라 부르는 순환도로 체계의 북쪽 구간을 이루고 있다. 브로드웨이 쇼핑센터에는 주요 버스 터미널이 있다.
한편 중심부에서 서쪽으로 750m가량 떨어진 곳에는 킹 스트리트란 이름의 750m 길이의 거리가 있는데 해머스미스의 주요 쇼핑가이기도 하다. 런던의 옛 주교 이름에서 따온 이 거리에는 킹스 몰이라고 하는 쇼핑센터와 작은 상가, 타운홀, 리릭 극장, 영화관, 폴란드 사회문화센터, 호텔 등이 들어서 있다. 킹 스트리트는 북쪽으로는 셰퍼즈 부시 로드로, 남쪽으로는 풀럼 팰리스 로드로, 동쪽으로는 해머스미스 로드로 이어진다. 또 런던 지하철 디스트릭트 선의 레이븐스코트 파크 역과 인접해 있다.
해머스미스 동부에는 업무단지가 비교적 많은 편이며 해머스미스 로드와 업무지구 런던 아크를 따라 집중되어 있다. 그밖에 해머스미스에는 NHS 소속 병원이 총 두 곳 있다. 남쪽의 풀럼 팰리스 로드에 위치한 차링크로스 병원과 북쪽에 위치한 해머스미스 병원이다. 차링크로스 병원은 대형 종합병원으로 응급치료부와 임페리얼 칼리지 스쿨 의학과에서 운영하는 교육부가 있다.

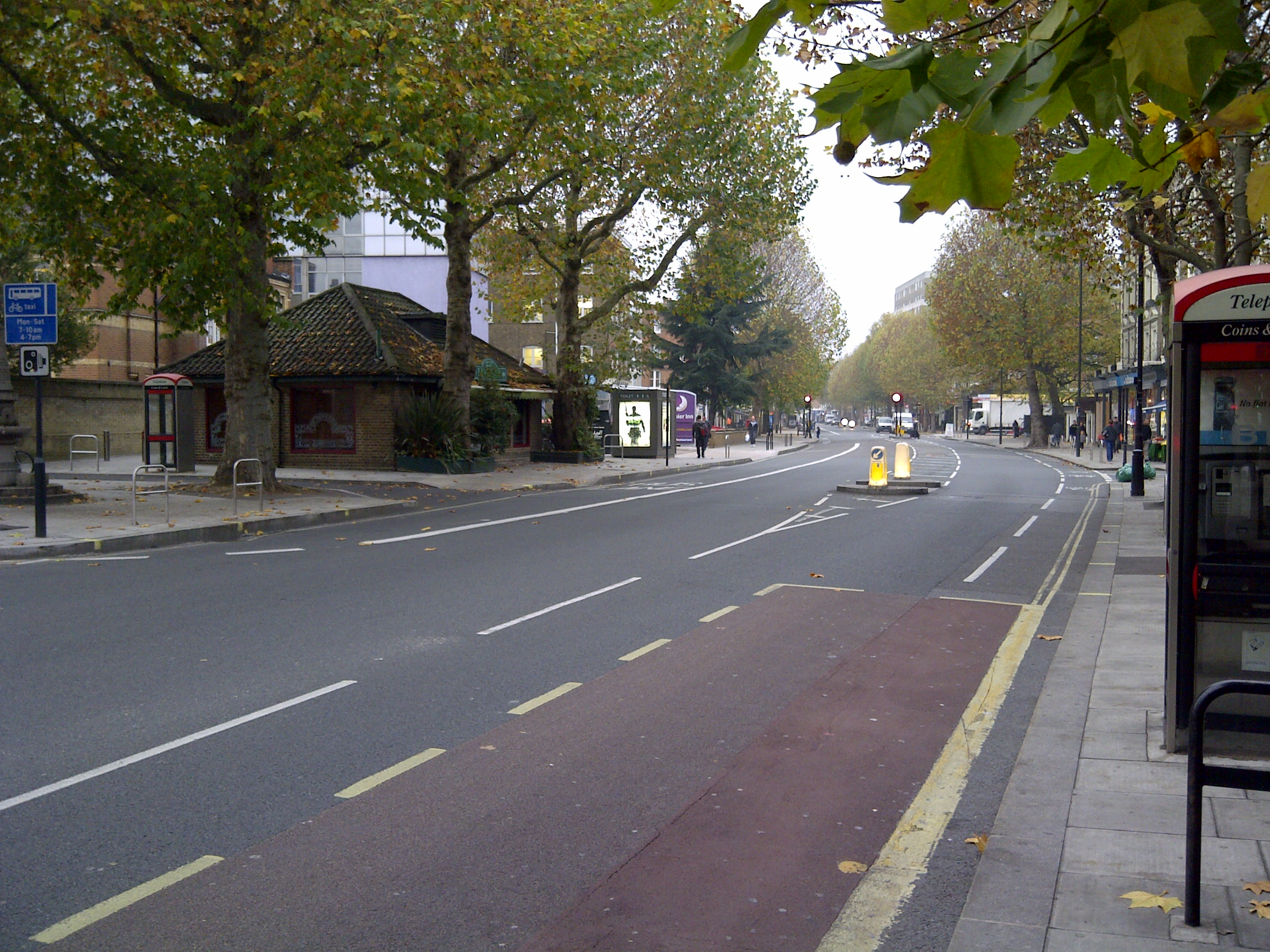
킹 스트리트

## 건축
해머스미스의 건축물 중에서는 런던 아크 (London Ark) 사무빌딩이 가장 유명하다. 영국의 건축가 랄프 어스킨이 설계하여 1992년 완공된 건물로 마치 범선의 외양을 닮았다. 가이 그린필드가 설계한 해머스미스 브리지 로드 진료소 (Hammersmith Bridge Road Surgery) 역시 이곳에 있다. 세인트 피터 광장 22번지 (22 St Peter's Square) 건물은 옛 로열 치즈윅 세탁소 건물로, 아일랜드 레코드 본사가 건축스튜디오와 사무소로 바꾸었다. 2009년 해머스미스 사회보존상을 수상해 기념 명판을 달았으며 아키텍처 위크 투어의 방문 명소로 포함되기도 했다.
해머스미스에는 유서깊은 펍이 많은 것으로도 유명하며, 개중에는 영국 국가문화재로 등재된 곳도 있다. 블랙 라이언 (Black Lion), 더 도브 (The Dove), 더 조지 (The George), 더 홉 폴스 (The Hop Poles), 호프 앤 앵커 (Hope and Anchor), 샐류테이션 (Salutation Inn) 더 스완 (The Swan) 등이 대표적이다. 또 교구교회인 세인트 폴 교회 (옛 교회, 1890년 재건) 세인트 피터 교회 (1820년 건설)도 문화재로 지정되어 있다.

## 문화

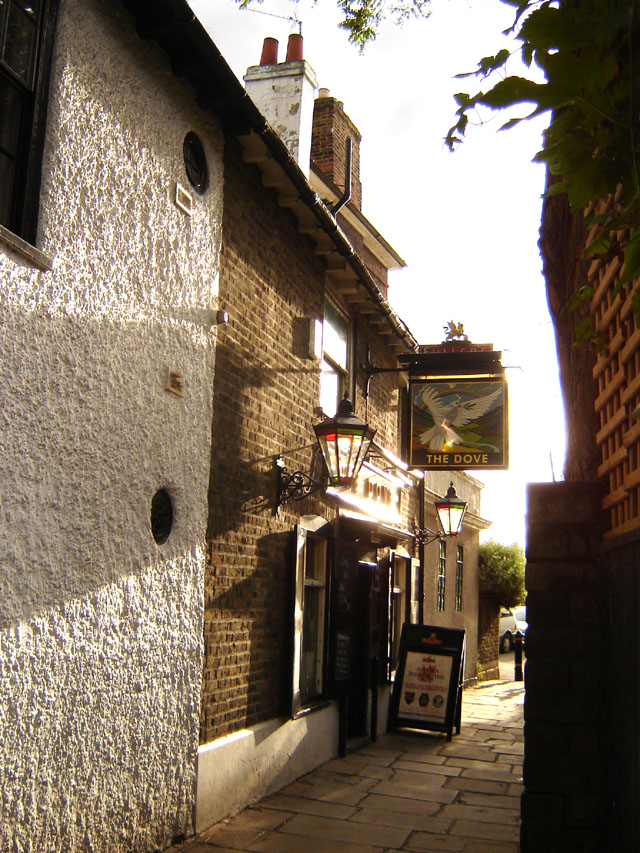
유명 술집 '도브' (Dove). 먼 옛날 해머스미스 마을의 모습을 간직한 유일한 건물로 꼽힌다.

해머스미스의 문화시설로는 리버사이드 스튜디오가 있으며, 영화관, 공연장, 바, 카페 등으로 쓰인다. 옛날에는 BBC 텔레비전 스튜디오로 쓰이던 건물로, 현재는 내부공사를 거쳐 2018년에 재개장할 예정이다. 킹 스트리트에서 조금 벗어난 자리에는 리릭 극장이 있다. 순환도로 남쪽에는 해머스미스 아폴로 콘서트홀 극장 (옛날엔 칼링 해머스미스 아폴로, 해머스미스 오데온, 고몽 시네마 등으로 불림)이 위치해 있다.
킹 스트리트에는 폴란드 사회문화협회관이 자리해 있다. 사회문화협회관 내에는 극장, 갤러리, 식당 여러 곳을 두고 있다. 이곳에 있는 도서관은 폴란드어 서적을 취급하는 곳으로 폴란드 국외에 있는 도서관 중 폴란드어 소장자료가 가장 많은 도서관이기도 하다.
해머스미스의 템스 강변에는 세계에서 가장 작은 술집으로 《기네스 북》에 올랐던 펍인 더 도브 (The Dove)가 있다. 이곳은 어니스트 헤밍웨이와 그레이엄 그린이 자주 찾던 곳으로 유명하며, 시인 제임스 톰슨이 머물며 《지배하라 브리타니아여》를 썼다고 알려져 있다. 더 도브가 서있는 좁은 골목거리는 해머스미스 강변 마을이 유일하게 보존되어 있는 부분으로, 나머지 지역은 1930년대에 대부분 철거됐다. 동쪽으로는 퍼니벌 가든이 있으며 해머스미스 하천과 하이 브리지가 있던 곳이기도 하다.
펍과 조정 클럽이 즐비한 해머스미스 강변보도와 퍼니벌 가든의 강변 공원 등에서도 레저 활동이 이뤄진다. 해머스미스 중심가에서 서쪽에 위치한 시립공원인 레이븐스코트 파크에서는 테니스 코트, 농구장, 볼링장, 어린이 수영장과 놀이터 등의 시설이 조성되어 있다.
해머스미스는 웨스트런던 펭귄 수영 수구 클럽 (West London Penguin Swimming and Water Polo Club) 본부가 예로부터 있던 곳으로 유명하다. 또 1962년에 설립되어 여전히 활동중인 해머스미스 체스 클럽도 있다. 이곳은 원래 웨스트콧로지 (Westcott Lodge)에 자리했지만 이후 세인트폴 교회 근처로, 다시 블리트 하우스로 옮겼다가 지금은 웨스트켄징턴 역 근처의 리튼 홀에 자리해 있다.

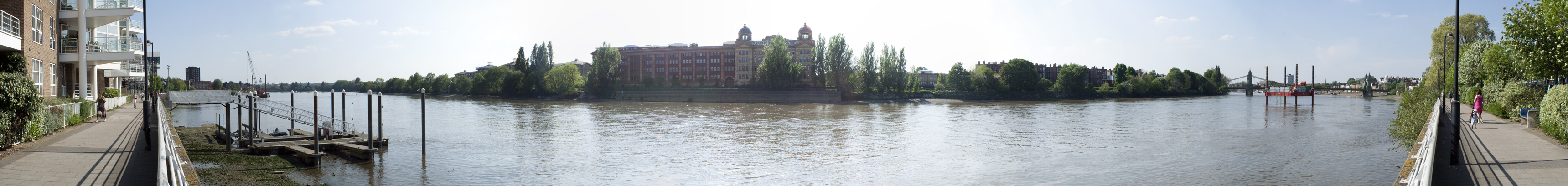
해머스미스의 템스강변

## 같이 보기
- 해머스미스 풀럼구